# 西大邱站
西大邱站（：／ Seodaegu yeok */?）是京釜線、京釜高速线沿線的一座鐵路車站，位於韓國大邱廣域市西區梨峴洞，部分KTX及SRT列車停靠本站。未來大邱圈廣域鐵道完工後，本站將編入大邱都市鐵道系統內。

## 車站結構
站體為2面4線側式月台的地面車站。

### 月台配置
| 東大邱 ↑ |
| \| 上    |
| ↓ 枝川   |

| 月台 | 路線               | 車種              | 目的地                               |
| ---- | ------------------ | ----------------- | ------------------------------------ |
| 上行 | 京釜線、京釜高速線 | 一般列車 KTX、SRT | 蔚山、釜山、密陽、馬山、晉州方向     |
| 下行 | 京釜線、京釜高速線 | 一般列車 KTX、SRT | 大田、天安牙山、首爾、幸信、水西方向 |

## 車站周邊
- 西大邱產業園區
- 大邱染色產業園區（朝鲜语：대구염색산업단지）
- 中部內陸高速公路支線西大邱交流道

## 邻近车站
韓国铁道公社
京釜線
枝川 - 西大邱 - 大邱